# Nṛpatendradevī of Sambhupura
Nrpendradevi ou Nṛpatendradevī (século VIII), foi uma rainha regente de Sambhupura Chenla no Camboja.
Ela era filha da rainha Indrani de Sambhupura e do rei Pushkaraksha (também conhecido como Indraloka). O seu pai era possivelmente filho da rainha Jayadevi e tornou-se co-regente da sua mãe pelo casamento. Ela herdou o trono da sua mãe em vez do seu irmão, o príncipe Sambhuvarman (Rudravarman), que se casou com a sua prima, a princesa Narendradevi de Chenla.
A rainha Nrpendradevi casou-se com o seu primo e sobrinho, filho do seu irmão, o príncipe Rajendravarman de Chenla, e viria a ser a mãe da rainha Jayendrabhā, que a sucedeu no trono.